# Hermann Loew
Friedrich Hermann Loew (19 juli 1807, Weißenfels - 21 april 1879, Halle (Saale)) was een Duitse entomoloog.

## Biografie
De familie Loew, hoewel niet rijk, was goed geplaatst. Loew's vader was een ambtenaar van het ministerie van Justitie van het hertogdom van Saksen. Loew woonde eerst in de kloosterschool van Roßleben en studeerde aan de Universiteit van Halle-Wittenberg. Hij is daar afgestudeerd in wiskunde, filologie en natuurlijke historie.
Hermann Loew werd daarna leraar wiskunde en natuurlijke historie in Poznań en werkte later als hoogleraar en directeur van de school in Meseritz. Hij werd ook politiek actief en was van 18 juni 1848 tot 20 mei 1849 lid van de Nationale Vergadering van Frankfurt (waar zijn broer ook lid van was) en van 1874-1876 was hij lid van het Pruisische Huis van Afgevaardigden. Zijn wetenschappelijke prestaties betreffen in het bijzonder zijn werk aan tweevleugeligen (Insecta: Diptera). Loew heeft onder andere een groot aantal roofvliegen (Asilidae) voor de eerste keer wetenschappelijk beschreven. Het grootste deel van zijn collectie is nu in het Humboldt Museum in Berlijn te vinden.

## Insecten genoemd naar Loew
- Acrotelus loewii (tegenwoordig Acrotelus caspicus)
- Albulina loewii
- Aleuropteryx loewii
- Argyra loewii
- Campiglossa loewiana
- Damioseca loewii
- Loewia
- Loewiella
- Meromacrus loewii
- Ocnaea loewi
- Ocnogyna loewii
- Phytomyza loewii
- Plejus loewii
- Pterophorus loewii (tegenwoordig Stenoptilia zophodactylus)
- Scymnus loewii
- Trapezostigma loewii

## Werken
- 1837: Dipterologische Notizen. In: Wiener Entomologische Monatsschrift. Band 1, S. 1–10, Wien 1837.
- 1840: Über die im Großherzogtum Posen aufgefundenen Zweiflügler [Reprint: Bemerkungen über die in der Posener Gegend einheimischen Arten mehrerer Zweiflügler-Gattungen. Posen, 1840, S. 1–40]. In: Isis. S. 512–584, Jena 1840.
- 1844: Beschreibung einiger neuer Gattungen der europäischen Dipterenfauna. In: Stettiner entomologische Zeitung. Band 5, S. 114–130, 154–173, 165–168, Szczecin (= Stettin) 1844.
- 1844: Dioctria hercyniae, eine neue Art. In: Stettiner entomologische Zeitung. Band 5, S. 381–382, Szczecin (= Stettin) 1844.
- 1847: Dipterologisches. In: Stettiner entomologische Zeitung. Band 8, S. 368–376, Szczecin (= Stettin) 1847.
- 1847: Über die europäischen Raubfliegen (Diptera, Asilica). In: Linnaea entomologica. Band 2, S. 384–568, 585–591, Szczecin (= Stettin) und Berlin 1847.
- 1847: Nomina systematica generum dipterorum, tam viventium quam fossilium, secundum ordinem alphabeticum disposita, adjectis auctoribus, libris in quibus reperiuntur, anno editionis, etymologia et familiis ad quas pertinent. In: Agassiz: Nomenclator zoologicus. Solothurn 1847, Fasc. 9/10
- 1848: Ueber die europäischen Arten der Gattung Eumerus. In: Stettiner entomologische Zeitung. Band 9, S. 118–128, Szczecin (= Stettin) 1848.
- 1848: Ueber die europäischen Raubfliegen (Diptera, Asilica). In: Linnaea entomologica. Band 3, S. 386–495, Szczecin (= Stettin) und Berlin 1848.
- 1849: Ueber die europäischen Raubfliegen (Diptera, Asilica). In: Linnaea entomologica. Band 4, S. 1–155, Szczecin (= Stettin) und Berlin 1849.
- 1850: Ueber den Bernstein und die Bernsteinfauna. In: Programm K. Realschule zu Meseritz 1850. S. 1–4, 1–44, Berlin 1850.
- 1851: Bemerkungen über die Familie Asiliden. In: Programm K. Realschule zu Meseritz 1851. S. 1–22, Berlin 1851.
- 1851: Nachträge zu den europäischen Asiliden. In: Linnaea entomologica. Band 5, S. 407–416, Szczecin (= Stettin) und Berlin 1851.
- 1852: Diagnosen der Dipteren von Peter's Reise in Mossambique. In: Bericht über die Verhandlungen der Königlichen Preussischen Akademie der Wissenschaften zu Berlin 1852. S. 658–661, Berlin 1852.
- 1853: Neue Beiträge zur Kenntnis der Dipteren. Erster Beitrag. In: Programm K. Realschule zu Meseritz 1853. S. 1–37, Berlin 1853.
- 1854: Neue Beiträge zur Kenntnis der Dipteren. Zweiter Beitrag. In: Programm K. Realschule zu Meseritz 1854. S. 1–24, Berlin 1854.
- 1855: Vier neue griechische Diptera. In: Stettiner entomologische Zeitung. Band 16, S. 39–41, Szczecin (= Stettin) 1855.
- 1856: Diptera. In: Rosenhauer: Die Thiere Anadalusien nach dem Resultate einer Reise zusammengestellt. Blaesing, Erlangen 1856.
- 1856: Neue Beiträge zur Kenntnis der Dipteren. Vierter Beitrag. In: Programm K. Realschule zu Meseritz 1856. S. 1–57, Berlin 1856.
- 1857: Dipterologische Mittheilungen. In: Wiener Entomologische Monatsschrift. Band 1, S. 33–56, S. 36–37, Wien 1857.
- 1857: Dipterologische Notizen. In: Wiener Entomologische Monatsschrift. Band 1, S. 1–10, Wien 1857.
- 1857: Dischistus multisetosus und Saropogon aberrans, zwei neue europäische Dipteren. In: Stettiner entomologische Zeitung. Band 18, S. 17–20, Szczecin (= Stettin) 1857.
- 1858: Bericht über die neueren Erscheinungen auf dem Gebiete der Dipterologie. In: Berliner entomologische Zeitschrift. Band 2, S. 325–349, Berlin 1858.
- 1858: Beschreibung einiger japanischer Dipteren. In: Wiener Entomologische Monatsschrift. Band 2, S. 100–112, Wien 1858.
- 1858: Bidrag till kännendomen om Afrikas Diptera. In: Öfvers. Svenska Vet. -Akad. Förhandl. Band 14(9), 1857, S. 337–383 (342–367).
- 1859: Bidrag till kännendomen om Afrikas Diptera. In: Öfvers. Svenska Vet. -Akad. Förhandl. Band 15, 1858, S. 335–341 (337–339).
- 1859: Ueber die europäischen Helomyzidae und die in Schlesien vorkommenden Arten derselben. In: Linnaea entomologica. Band 13, 1859, S. 3–80. (online)
- 1860: Die Dipteren-Fauna Südafrikas. Erste Abtheilung. In: Abhandlungen des Naturwissenschaftlichen Vereins für Sachsen und Thüringen. Band 2, 1858–1861, S. 56–402, S. 128–244, Halle.
- 1860: Drei von Herrn Dr.Friedr.Stein in Dalmatien entdeckte Dipteren. In: Wiener Entomologische Monatsschrift. Band 4, S. 20–24, Wien 1860.
- 1861: Diptera aliquot in insula Cuba collecta. In: Wiener Entomologische Monatsschrift. Band 5, S. 33–43, Wien 1861.
- 1861: Die europäischen Arten der Gattung Stenopogon. In: Wiener Entomologische Monatsschrift. Band 5, S. 8–13, Wien 1861.
- 1862: Diptera Americae septentrionalis indigena. In: Berliner entomologische Zeitschrift. Band 6, S. 185–232, S. 188–193, Berlin 1862.
- 1862: Diptera In: Zweiflügler In: Wilhelm C. H. Peters: Reise nach Mossambique auf Befehl Sr Maj. des Königs Friedrich Wilhelm IV. in den Jahren 1842–1848 ausgeführt. 5. Insecten u. Amphibien. Reimer, Berlin 1862.
- 1862: Ueber einige bei Varna gefangene Dipteren. In: Wiener Entomologische Monatsschrift. Band 6, S. 161–175, Wien 1862.
- 1862: Ueber griechische Dipteren. In: Berliner entomologische Zeitschrift. Band 6, S. 69–89, Berlin 1862.
- 1863: Enumeratio dipterorum quae C.Tollin ex Africa merdionali (Orangestaat, Bloemfontein) misit. In: Wiener Entomologische Monatsschrift. Band 7, S. 9–16, Wien 1863.
- 1865: Ueber einige bei Kutais in Imeretien gefangene Dipteren. In: Berliner entomologische Zeitschrift. Band 9, S. 234–242, Berlin 1865.
- 1866: Diptera Americae septentrionalis indigena. In: Berliner entomologische Zeitschrift. Band 10, S. 1–54, S. 15–37, Berlin 1866.
- 1868: Cilicische Dipteren und einige mit ihnen concurrirende Arten. In: Berliner entomologische Zeitschrift. Band 12, S. 369–386, Berlin 1868.
- 1869: Beschreibungen europäischer Dipteren. Systematische Beschreibung der bekannten europäischen zweiflügligen Insecten von Johann Wilhelm Meigen. Band I. Halle 1869, S. 61–121.
- 1870: Diptera. In: L. von Heyden: Entomologische Reise nach dem südlichen Spanien der Sierra Guadarrama und Sierra Morena, Portugal und den Cantabrischen Gebirge mit Beschreibung der neuen Arten. Berlin 1870, S. 211–212.
- 1870: Lobioptera speciosa Meig. und decora nov.sp.. In: Zeitschrift für die gesamte Naturwissenschaft. Band 35, S. 9–14, Braunschweig, Berlin-Dahlem 1870.
- 1870: Ueber die von Herrn Dr.G.Seidlitz in Spanien gesammelten Dipteren. In: Berliner entomologische Zeitschrift. Band 14, S. 137–144, Berlin 1870.
- 1871: Beschreibungen europäischer Dipteren. Systematische Beschreibung der bekannten europäischen zweiflügligen Insecten von Johann Wilhelm Meigen. Band II. Halle 1871, S. 70–196.
- 1872: Diptera Americae septentrionalis indigena. In: Berliner entomologische Zeitschrift. Band 16, S. 49–115, S. 62–74, Berlin 1872.
- 1873: Bemerkungen über die von Herrn F. Walker im 5. Bande des Entomologist beschriebenen ägyptischen und arabischen Dipteren. In: Zeitschrift für die gesamte Naturwissenschaft. Band 42, S. 105–109, Braunschweig, Berlin-Dahlem 1873.
- 1873: Beschreibungen europäischer Dipteren. Systematische Beschreibung der bekannten europäischen zweiflügligen Insecten von Johann Wilhelm Meigen. Band III. Halle 1873, S. 120–144.
- 1874: Diptera nova a Hug.Theod.Christopho collecta. In: Zeitschrift für die gesamte Naturwissenschaft. Band 43, Neue Folge Band 9, S. 413–420, Braunschweig, Berlin-Dahlem 1874.
- 1874: Neue nordamerikanische Dasypogonina. In: Berliner entomologische Zeitschrift. 18, S. 353–377, Berlin 1874.
- 1874: Ueber die Arten der Gattung Blepharotes Westw. In: Zeitschrift für die gesamte Naturwissenschaft. Band 10, 44, S. 71–75, Braunschweig, Berlin-Dahlem 1874.
- 1881: Stein: Die Löw’sche Dipteren-Sammlung. In: Stettiner Entomologische Zeitung. Band 42, S. 489–491, Szczecin (= Stettin) 1874.

- Biblioteca Nacional de España: XX4668897
- Stuttgart Database of Scientific Illustrators 1450–1950: 8554
- Gemeinsame Normdatei: 117162558
- International Standard Name Identifier: 0000 0001 0977 7295
- Library of Congress Control Number: no96057167
- Nationale bibliotheek van Australië: 35957735
- Nationale Bibliotheek van Polen: a0000003331078
- Nederlandse Thesaurus van Auteursnamen: 163483825
- Istituto Centrale per il Catalogo Unico: RMSV038697
- SNAC: w6gr1h3p
- Système universitaire de documentation: 184408172
- Trove: 1162749
- Virtual International Authority File: 59854593
- WorldCat: E39PBJmtyKMPhJXtxfddGBJv73